# Isabella (maschera)
Isabella è un personaggio-tipo adoperato nella commedia dell'arte, nel ruolo dell'innamorata. Nella commedia dell'arte, la relazione degli «innamorati» è spesso minacciata dai «vecchi» come Pantalone  (il Dottore), o da personaggi rocamboleschi come il Capitano; in loro difesa possono contare sull'aiuto dei zanni (i servi).

## Caratterizzazione
Forma una coppia quasi indissolubile con Florindo, il suo innamorato, prototipo del giovane onesto e sobrio secondo il ritratto di Carlo Goldoni. Come è consuetudine per i ruoli degli innamorati, Isabella si mostra senza maschera, più umana di personaggi quali mimi e giullari tipici della Commedia, ma con una personalità topica, elementare e piatta, senza una sua forza o una definizione psicologica. Pierre Louis Duchartre scrive che Isabella cambiò nel corso del tempo: se nel XVI secolo era caratterizzata principalmente tenera e amorevole, fino alla fine del XVII secolo divenne una donna più civettuola e volitiva, con uno «spirito vivace e pittoresco».

## Origini e analogie
Sebbene l'attrice Vittoria degli Amorevoli abbia interpretato un'innamorata chiamata Isabella nel XVI secolo, il personaggio di Isabella è così chiamato in onore dell'attrice e autrice Isabella Andreini della Compagna dei Gelosi, che ne rese popolare il ruolo e a cui è attribuita la creazione nello stesso secolo. Un'altra versione di Isabella fu interpretata da Françoise Biancolelli della famiglia di attori Biancolelli.
È un personaggio correlabile ad altre innamorate quali Beatrice, Rosaura, Angelica, o a Florinda, creata dall'attrice Virginia Ramponi-Andreini, nota appunto come «La Florinda», variamente in coppia con i vari Leandro, Florindo, Lindoro, eccetera.